# El Valle de Altomira
El Valle de Altomira è un comune spagnolo di 246 abitanti situato nella comunità autonoma di Castiglia-La Mancia.
Fino al 2010 si chiamava Puebla de Don Francisco (in onore di Francisco Ruiz-Jarabo, Ministro della Giustizia spagnola durante il franchismo).